# Pseudobalistes
Pseudobalistes is een geslacht van straalvinnige vissen uit de familie van trekkervissen (Balistidae). Het geslacht is voor het eerst wetenschappelijk beschreven in 1866 door Bleeker.

## Soorten
- Pseudobalistes flavimarginatus (Rüppell, 1829)
- Pseudobalistes fuscus (Bloch & Schneider, 1801) (Blauwe trekkervis)
- Pseudobalistes naufragium (Jordan & Starks, 1895)